# Tenši no tamago
Tenši no tamago (japonsky 天使のたまご) je japonský originální animovaný film, který byl vydán 15. prosince 1985 vydavatelstvím Tokuma Šoten. Jde o spolupráci mezi populárním umělcem Jošitakou Amanem a režisérem Mamoruem Ošiiem. Snímek neobsahuje téměř žádný dialog a kvůli mlhavé dějové linii a vizuální stránce je popisován spíše jako “umělecké dílo nežli příběh”.

## Příběh
Film Tenši no tamago sleduje život nejmenované holčičky, která žije sama v opuštěném městě, a stará se o velké vejce, jež schovává pod svými šaty. Na začátku filmu nejmenovaný muž sleduje kulovité plavidlo plné soch podobajících se bohům, sestupující z nebe. Probuzena hlukem plavidla se holčička vydá hledat jídlo a vodu do novogotického/secesního města, ale na hlavní třídě narazí na tanky směřující do neznáma. Zde se také střetne s mužem nesoucím na ramenech děsivý přístroj připomínající kříž. Vyděšena uteče do nejbližší uličky, ale když se vrátí, muž je pryč. Nakonec jde zase hledat jídlo a vodu, vyhýbajíc se hrozivým mužským postavám s harpunami.
Po chvíli oddechu si holčička všimne muže s křížem a rozhodne se k němu přiblížit. Poté se k ní ale otočí a překvapí ji, když vyndá ze svého pláště její vejce, které bez přemýšlení nechala na náměstí, kde předtím jedla. Varuje ji, že co je jí drahé, by měla nechat v sobě, jinak o to přijde a vejce jí vrátí. Když se jí pak zeptá, co si myslí, že je uvnitř, holčička prohlásí, že mu to nemůže říct a rozčileně uteče, když jí muž navrhne ať vejce rozbije. Muž ji následuje, ale na její opakovanou otázku „Kdo jsi?” jí neodpoví.
Nakonec ho holčička nechá jít s ní a sblíží se s ním, když ji vystraší postavy mužů s harpunami lovící stíny obrovských ryb plovoucí přes ulice a domy. Muži marně pokračují v lovu, neschopni cokoli chytit a holčička se pouze podivuje, proč loví něco, co zde není. Aby přečkali rozruch venku, schovají se v nedalekém kostele.
Po opuštění města holčička poprosí muže, aby nic neudělal jejímu vejci, ale tak jako předtím se nedočká odpovědi. Pár poté vejde do obrovské budovy a zastaví u masivní kostry stvoření podobající se leviatanu, kde si muž všimne obrazu stromu vrytého do pilíře. Když k němu přistoupí, začne vyprávět o vzpomínce na podobný strom, který už někde viděl. Strom vzešlý z černého obzoru, který vysál všechen život ze země a jeho pulzující větve se natahovaly, jakoby chtěly něco uchopit, a na jeho vrcholu bylo vejce s obřím ptákem spícím uvnitř. Když se dívka zeptá, o čem ten pták sní, muž jí odpoví otázkou, zda by mu už řekla, co je uvnitř jejího vejce. Holčička ale zůstane mlčet, tak jako on. Oba pak vystoupají po schodech lemovaných nádobami s vodou, které holčička sbírá. Při pohledu na tisíce nádob seřazených podél zdí se jí muž zeptá, jak dlouho už tu je. Když mu neodpovídá pokračuje, že už také zapomněl odkud přišel a není si ani jistý, kam vlastně směřuje. Dívka se pak strachuje, jestli neodejde, ale žádné ujištění nedostane.
Chvíli na to jí muž vylíčí příběh o Noemově arše, popisující za zvuku deště potopu, přeživší a hledání pevniny za pomoci holubice. Jeho vyprávění však vezme fatalistický obrat, když prohlásí, že holubice se nikdy nevrátila k arše, a tak lidé nakonec zapomněli, že kdy existovala civilizace před nimi a ztratili veškeré spojení s tím, čím byli.
Muž pak nahlas přemítá, jestli pták, kterého viděl, vůbec existuje a jestli nešlo o sen. Přemýšlí, zda on, ona a ty ryby ve městě nejsou pouze vzpomínky osoby, která tu už není a nakonec zpochybní existenci všeho a všech kromě přetrvávajícího deště venku. Holčička pak náhle trvá na tom, že pták, o kterém mluvil, existuje a zavede ho do chodby na jejíž zdi je fosílie velkého anděla. Pak vysvětlí, že plánuje její vejce po vylíhnutí vrátit tomuto “ptákovi”, kterého našla. Muž při pohledu na anděla však temně řekne, že si to myslel, ale nic víc nedodá.
Když dívka spí, muž sedící u její postele vezme vejce a křížem, který nosil na ramenou, ho rozbije a poté odejde. Holčička se pak ráno vzbudí, ale jakmile najde zničenou skořápku, propukne v pláč. Rozhodne se muže najít, avšak když ho zahlédne, nevšimne si zaplaveného příkopu a spadne do něj. Pod vodou se dívka promění v dospělou ženu a její poslední výdech se na hladině objeví jako desítky plovoucích vajec.
Když déšť náhle zeslábne, je ukázáno, že stromy které muž předtím popisoval, vyrostly všude po celé zemi. Muž mezitím stojí na rozlehlém pobřeží lemovaném bílými ptačími pírky, a pozoruje kulovité plavidlo, jak stoupá nad oceán. Mezi tisíci sochami se objeví nová socha holčičky, která sedí na trůnu s vejcem na klíně. Pohled se pak pomalu vzdálí a odhalí, že břeh, les a město jsou pouze součástí malého ostrova připomínajícího převrácenou loď.

## Obsazení
- Džinpači Nezu - muž
- Mako Hjódó - holčička

Nezu pracoval s Ošiim ještě na filmu Patlabor 2: The Movie a Mako Hjódó nadabovala vedlejší roli v The Sky Crawlers

## Možné interpretace
Tenši no tamago je film s náboženskou tematikou, zaměřený především na křesťanství. Nálada filmu úzce souvisí se samotným autorem, který ve stejné době ztratil svou víru, a tak se ve filmu odráží hlavně deprese způsobená kolapsem víry v Boha a slepá víra, kterou ve filmu představuje postava dívky. Vejce, které chrání by se dalo interpretovat jako její víra v Boha, kterou se snaží ochránit, tak jako my chráníme svá vlastní přesvědčení. Dívka věří, že vejce se vylíhne, aniž by věděla, jestli se tak doopravdy jednou stane. V jedné scéně její víru muž zpochybňuje, ale holčička svoji víru neztrácí dokud muž vejce nerozbije.
Během filmu se dívka muže opakovaně ptá, kdo je. Vypadá to, jako by sám Ošii chtěl porozumět své víře, dokud se muž nezeptá dívky, kdo je ona. Autor zde možná naznačuje ze víra je proces poznání sebe sama - kdo jsme a čím se můžeme stát. To je ovšem jedna z teorií. Sám Ošii prohlásil, že ani on sám neví o čem přesně jeho dílo je. Jeho cílem je, aby si divák poselství filmu vyložil sám.

## Produkce
Film Tenši no tamago vznikl spoluprací mezi Ošiim a Amanem. O animaci se postaralo studio DEEN s Hirošim Hasegawou, Masaem Kobayašim, Micunori Miurou a Jutakou Wadem jako producenty. Ošii a Amano pracovali na scénáři a hudbu složil Jasuhiro Nakura.
Film Tenši no tamago vyšel 15. prosince 1985 ve vydavatelství Tokuma Šoten. 71minutové OVA bylo později využito jako kostra pro hraný film In the Aftermath (1987) režírované Carlem Colpaertem. Colpaertuv film je tu a tam prokládán snímky z Ošiiho Tenši no tamago s předabovaným dialogem, který se neobjevuje v Ošiiho filmu.

## Přijetí
Při svém vydání nebylo Tenši no tamago kritiky přijato příliš kladně, při čemž Ošii prohlásil, že mu to znemožňovalo několik let získat práci. Avšak tento film je považován za “jeden ze zlatých hřebů ‘uměleckého’ anime a jeho kariéry jakožto režiséra”. Brian Ruth, kritický analytik japonské pop kultury, prohlásil, že to byl “jeden z nejkrásnějších a nejlyričtějších animovaných filmů vůbec.”
Helen McCarthy to nazvala “raným vrcholným dílem symbolického filmového průmyslu”, konstatující, že “jeho surrealistická krása a pomalé tempo vytvořilo Zenovou atmosféru jakou v jiném anime nenajdeme”. V jeho knize Horror and Science Fiction Film IV, Donald C Willis popisuje film jako “poetický, melancholický science-fantasy film a pro ne-japonsky mluvící diváky jako velice tajemný a temný.” Willis také zahrnul tento film mezi své nezapomenutelné filmy z let 1987-1997.
V článku z on-line magazínu Senses of Cinema Richard Suchenski ohledně Ošiiho prohlásil, že Tenši no tamago byla Ošiiho “nejčistší destilace, jak jeho vizuální mytologie tak jeho formálního stylu”. Recenze poukázaly, že “Patlabor 2 je sofistikovanější a Ghost in the Shell je významnější a Smrtící Avalon mytologicky komplexnější, avšak zastaralé, ručně kreslené Tenši no tamago zůstává Ošiiho nejosobnějším dílem.”